# 세자르 발다치니

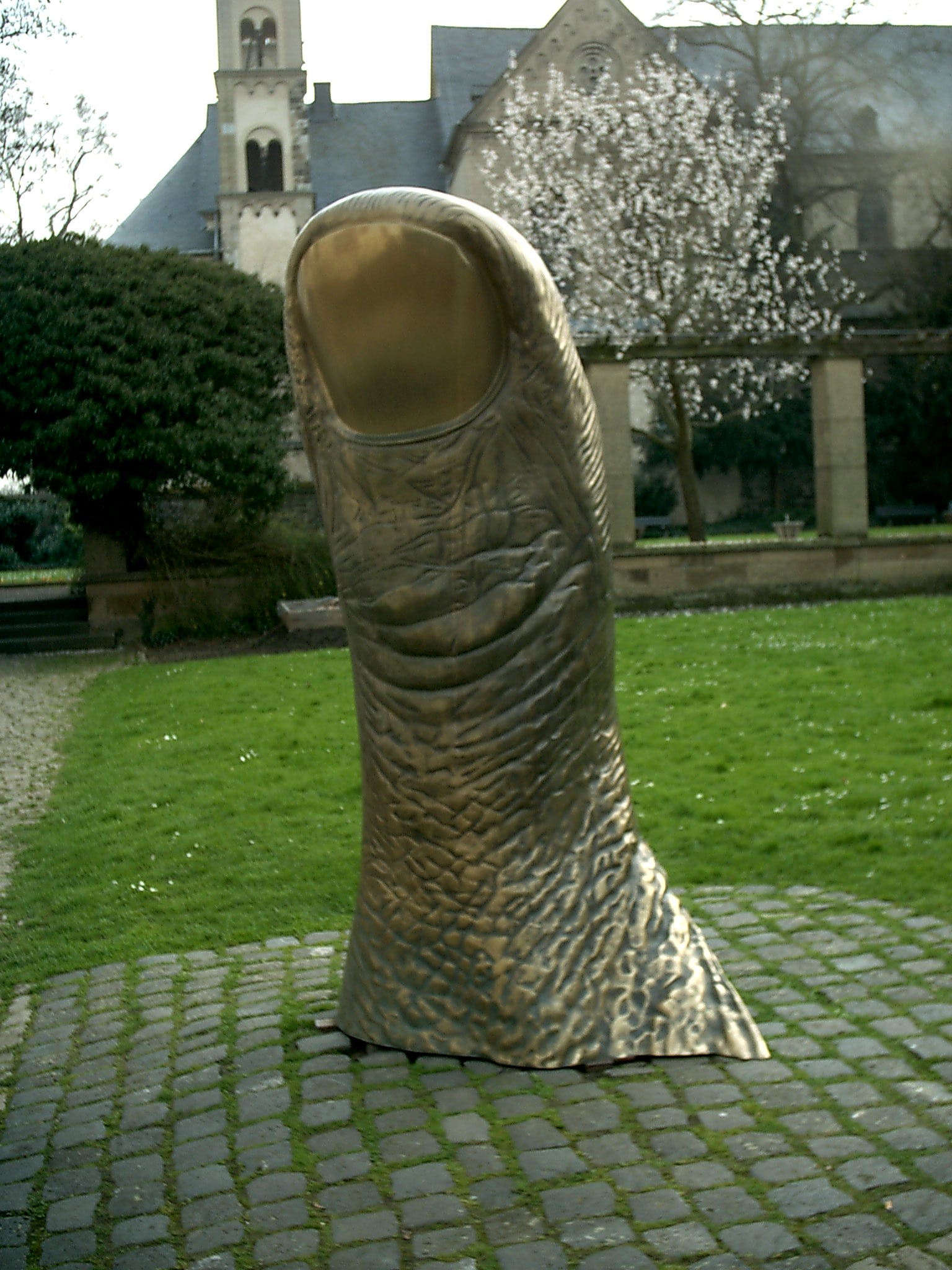
Le Pouce. 발다치니의 작품의 하나.

세자르 발다치니(César Baldaccini, 1921년 1월 1일 ~ 1998년 12월 6일)는 프랑스의 조각가이다.
프랑스의 추상조각가로 마르세유에서 출생하였다. 제2차 세계대전 후의 대표적인 조각가로 마르세유 미술학교와 파리 미술학교에서 조각을 전공하였다. 1947년 이후에는 금속에 흥미를 갖게 되어서 금속을 소재로 한 추상조각을 발표하였다. 처음에는 연판을 이용하였으나 차차 철사, 철근, 볼트, 스프링, 쇳조각 등의 폐품을 이용하여 오브제적인 조각으로 새로운 경지를 개척하였다. 그리고 제르맹 리시에의 영향으로 표현주의적 곤충과 인간의 브론즈상을 제작하였다.
1965년 이후부터는 자동차를 압축하여 만든 '프레스 조각'과 폴리우레탄, 폴리에스테르 등의 플라스틱을 녹여서, 액체를 부어 응고시킨 독특한 수법을 사용하여 물체와 인간 사이의 긴장관계를 전위적인 조각으로 표현하였다.
Rosine과 결혼하여 Anna라는 딸을 두었다. 1998년 12월 프랑스 파리에서 사망했다.